# Hornverk

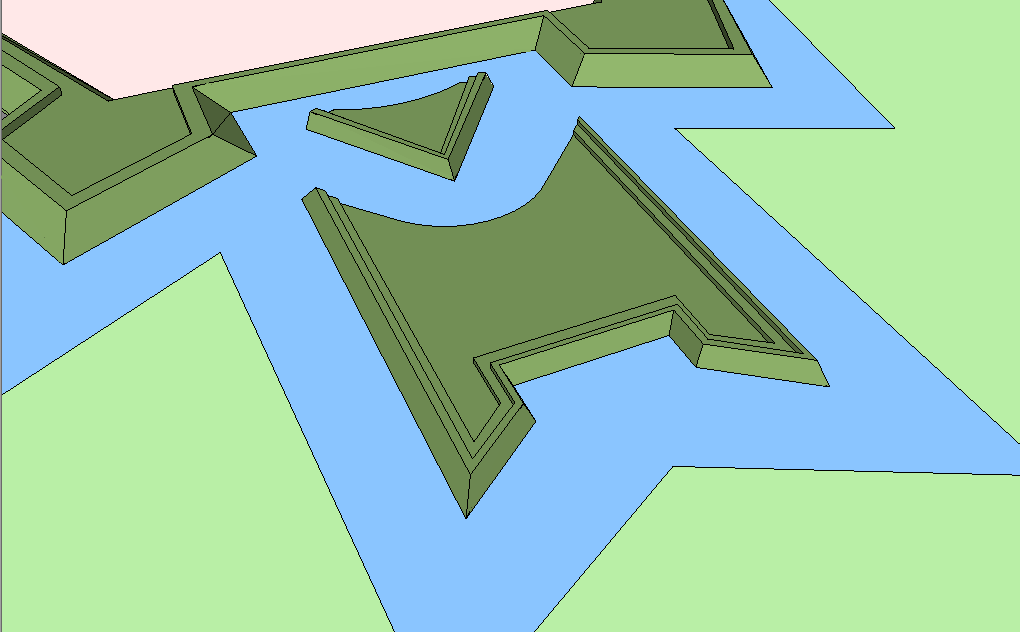
Ett hornverk.

Ett hornverk är en variant av utanverk i en befästning.
Hornverk består av två halva bastioner, det vill säga två faser, två flanker och en kurtin och återfinns till exempel på Nya Älvsborgs fästning.. 
Ett hornverk användes till att utöka den försvarade ytan i en önskad riktning, eller att förstärka en befästnings totala försvarsförmåga. En variant som fyller samma funktion är kronverk, som till skillnad från hornverk, dessutom innehåller en komplett bastion.

## Exempel på hornverk

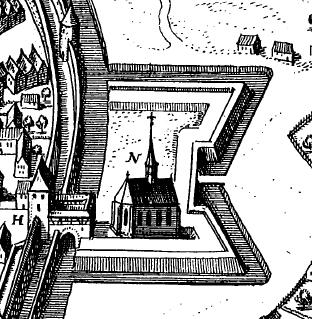
Weber-kyrkan i Zittau inuti ett hornverk (Ur Europaeum Theatrum, Volume 5, 1651)
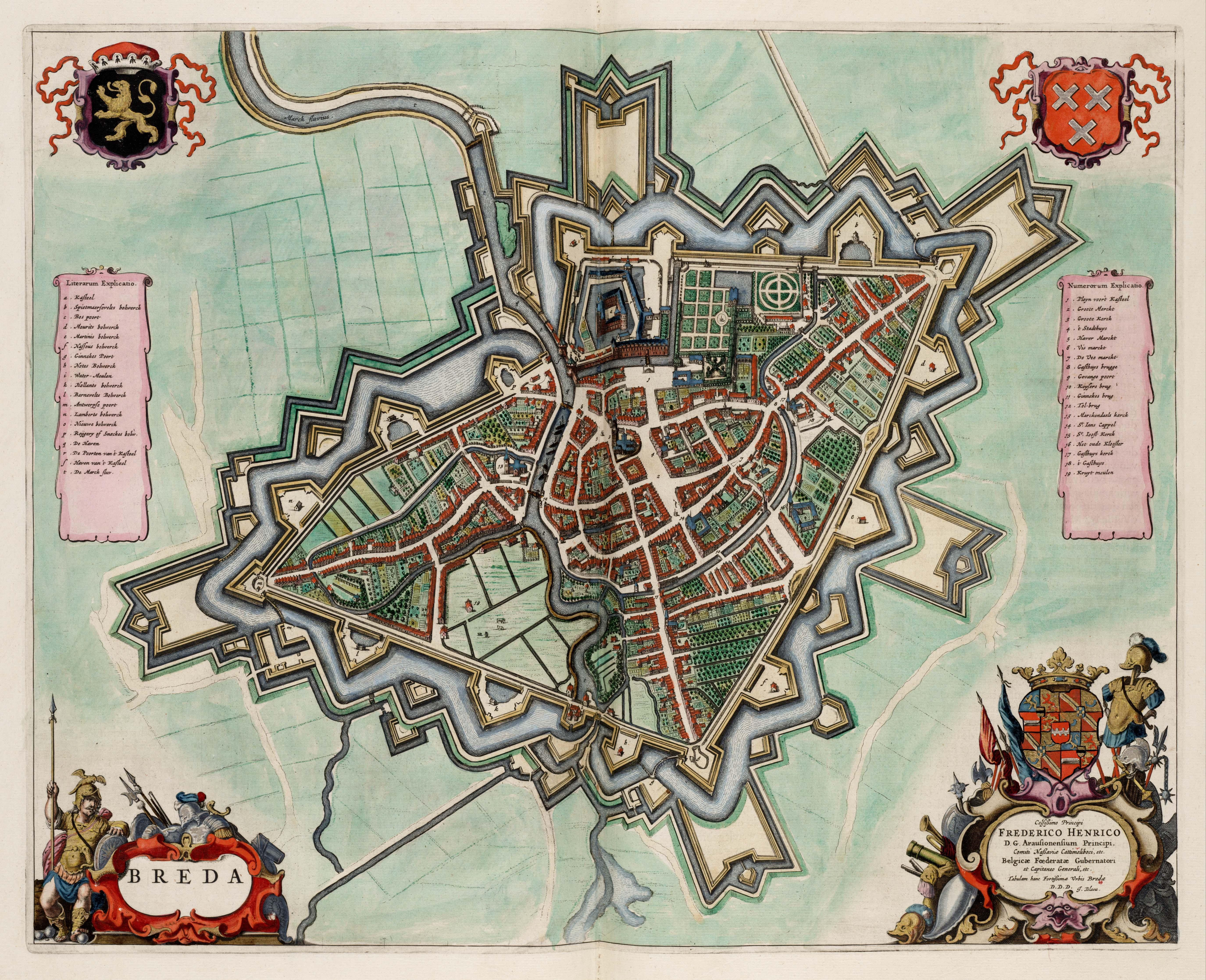
Den befästa nederländska staden Breda 1649, med fem hornverk.
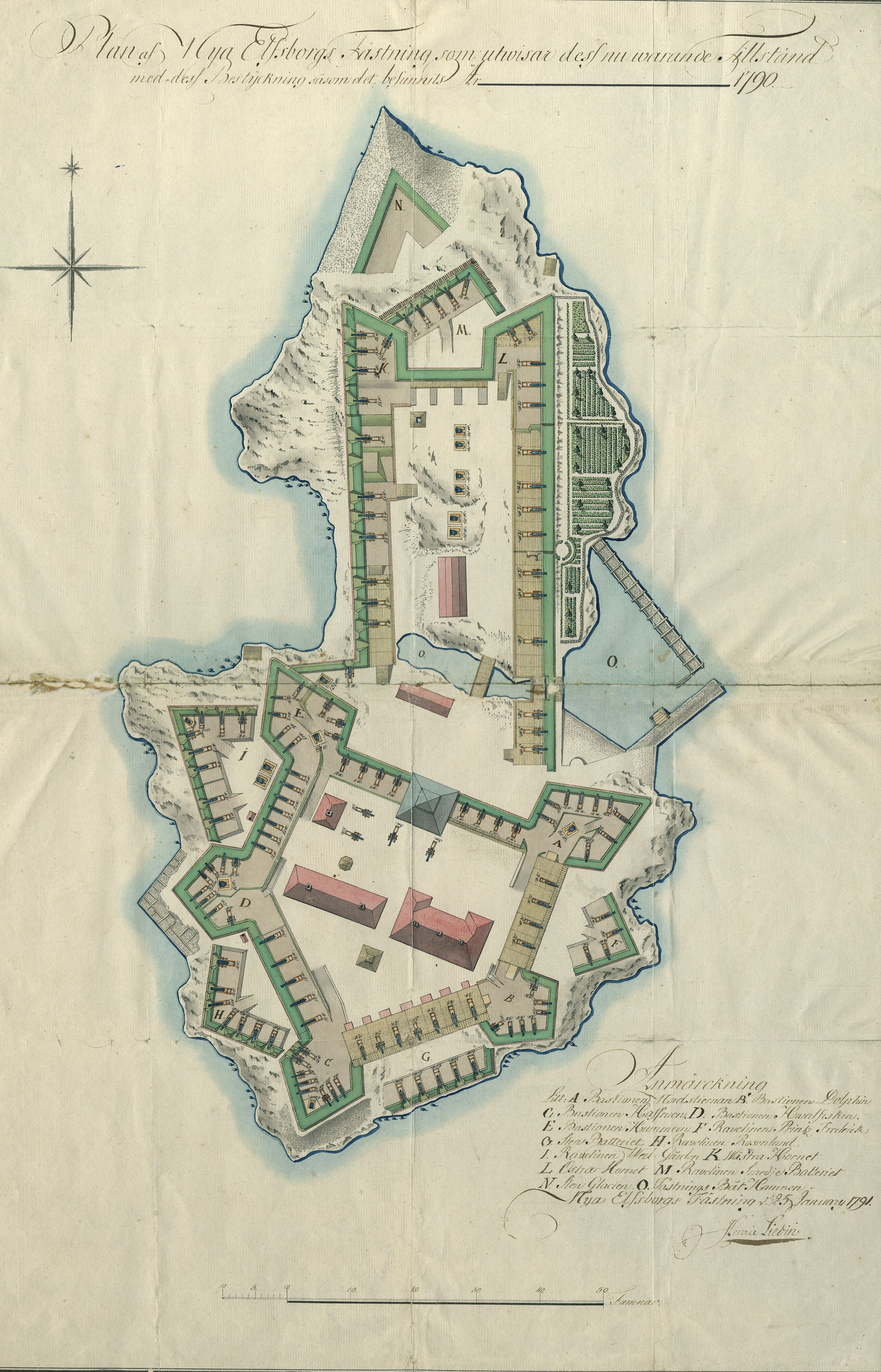
Nya Älvsborgs fästning i Göteborgs hamninlopp 1790, en femhörning bastionsfästning förstärkt mot norr med hornverk.